# エチエンヌ・フルモン
エチエンヌ・フルモン（Étienne Fourmont、1683年6月23日 - 1745年12月19日）は、フランスの東洋学者。名はラテン語式に「ステファヌス」と呼ばれることもある。漢字名は傅爾蒙。
フルモンは宣教師以外のフランス人としては最初期の中国学者のひとりであったが、剽窃者の悪評も残した。
フルモンはヨーロッパ初の明朝体漢字の活字開発を指導した。

## 略歴
フルモンはエルブレで生まれた。もともとはラテン語とセム語を主に研究していたが、1711年以降、フランス在住の中国人キリスト教徒の黄嘉略に中国語を学んだ。黄はフランス王立図書館の漢籍の目録作りや中国語文法書・辞典の編纂を行い、フルモンはその手助けをしていたが、完成前の1716年に黄は死亡した。
1715年から1742年にかけて、フランス王立印刷所は40ポイントの明朝体木活字を製作した。フルモンはその指導を行った。このときに作られた活字は現存する。フルモンは黄をひきついで、この活字を使って中国語辞典を出版する予定だったが、完成させることができなかった。
フルモンは1713年に碑文アカデミーの会員に選ばれた。1715年にはコレージュ・ド・フランスのアラビア語の教授に就任した。1738年にはロンドンの王立協会の会員に、1742年にはベルリンの王立協会の会員に選ばれた。
フルモンは、その研究の独創性に関して、かつてともに黄嘉略に学んだニコラ・フレレとの間に論争を起こした。フレレによれば、フルモンが自分の功績とした事柄は実際には黄から学んだことであった。また、自分だけが中国語の権威であろうとして、テオフィルス・ジークフリート・バイアーやジョゼフ・アンリ＝マリー・ド・プレマールの文法書の原稿の出版を、自分自身の文法書が出版されるまでさしおさえた。
フルモンに学んだ東洋学者にジョゼフ・ド・ギーニュやル・ルー・デゾートレ(フランス語版)がある。弟のミシェル・フルモンはシリア語の教授。
フルモンの活字は、後にクレチアン＝ルイ＝ジョゼフ・ド・ギーニュ（ジョゼフ・ド・ギーニュの子）がナポレオンの命令で編纂した『中仏羅辞典』を出版するときに、不足字を追加の上で用いられた。

## 主な著作

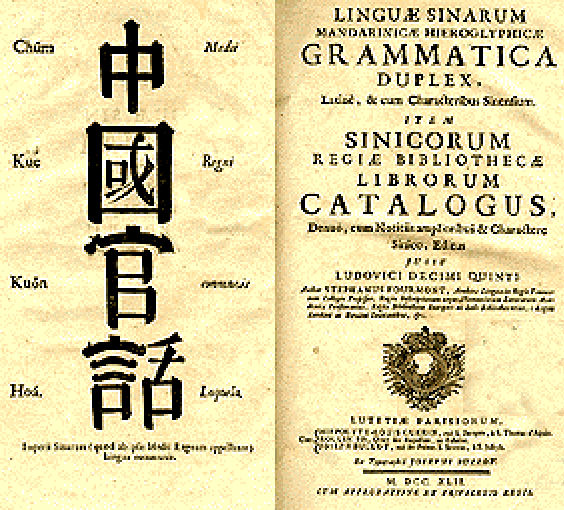
『中国官話』

『中国官話』は官話の文法書であり、フルモンの代表的な著作だが、実際にはドミニコ会宣教師のフランシスコ・バロ(1627-1687)による文法書『Arte de la lengua mandarina』(1703出版)をラテン語に翻訳して漢字を加えただけだった。この著作によりフルモンは剽窃者として記憶されることになった。
- Linguae Sinarum Mandarinicae hieroglyphicae grammatica duplex. Paris: Guerin. (1742)

この書物には漢籍分類目録が附属する。
『Meditationes Sinicae』は漢字の形や音の分類に関する書物で、三十六字母や平水韻、214部首などを紹介している。
- Meditationes Sinicae. (1737)